# 池莉
池莉（1957年—），女，湖北仙桃人，中国当代作家，中国作家协会会员，现任武汉市文联主席，湖北省文联副主席。

## 生平
1976年——就读于冶金医专，在冶金专科学校读大二时，池莉在《武钢文艺》上发表了她的诗歌处女作。
1979年——任职于武钢卫生处流行病医生并在该年开始发表文学作品；
1982年，25岁的池莉在市文联主办的《芳草》杂志上发表了短篇小说《月儿好》。从此池莉一发不可收，作品不断问世，
1986年毕业于武汉大学中文系。
2009年3月28日，於香港大学召開中國文化研究會「第一屆池莉小說研討會」，召集人為伍懷璞教授、李思齊教授、黎活仁博士和余境熹先生。

## 作品

### 长篇小说
- 《来来往往》1989、《黑鸽子》1997、《小姐你早》1999、《水与火的缠绵》2002、《所以》2007、《大树小虫》2019等；
- 与丈夫吕小涢合著《江河水》1999年、《口红》2000年。

### 中短篇小说
《烦恼人生》1989、《太阳出世》1992、《不谈爱情》1994、《你是一条河》1994、《绿水常流》1995、《致无尽岁月》1998、《一夜盛开如玫瑰》2001、《怀念声名狼藉的日子》2001、《让梦穿越你的心》2011、《云破处》2000、《一夜盛开如玫瑰》2001、《生活秀》2002、《有了快感你就喊》2003、《看麦娘》2006等；

### 散文
- 《老武汉》2000、《熬至滴水成珠》2005、《奇迹总会有》2018等
- 《怎么爱你也不够》1989、《来吧孩子》2008、《立》2013、《和女儿一起成长》2020等四部长篇散文，给女儿吕亦池的作品；

### 诗歌
《成为最接近天使的物质》2011、《池莉诗集69首》2016等；

### 其他作品
《一丈之内》 《谬论结构》 《千古憾事》 《武汉的夏天》 《我在新疆看见了飞碟》

### 文集
- 《池莉文集》7册，1995年，江苏文艺出版社
- 《池莉经典文集》9册，2010年，北京十月文艺出版社

### 改编成电影电视剧的作品
- 《生活秀》：武汉吉庆街上小饭馆主人的故事。同名电影由陶红、陶泽如主演。
- 《来来往往》：武汉发生的婚外情的故事。同名电视连续剧濮存昕、吕丽萍、许晴、李小冉主演。
- 《不谈爱情》和《太阳出世》：改变成电视连续剧《不谈爱情》。两个截然不同的家庭对待自己儿女的恋爱采取截然不同的态度。
- 《小姐你早》：改编成二十集同名电视连续剧。
- 《有了快感你就喊》：改编为电视剧《幸福来了你就喊》。

## 评价
中国当代著名作家王蒙评价池莉说：“池莉的写实风格在读者中大受欢迎，据说她的不少小说可以卖到几十万册，这是我辈不能望其项背的。”